# 博布里內茨區

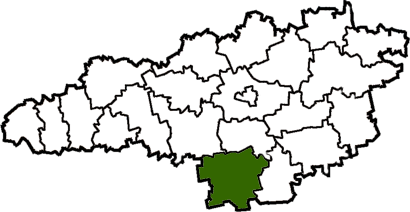
博布里内茨區在基洛夫格勒州的位置

博布里内茨區（烏克蘭語：Бобринецький район）是位於烏克蘭中部基洛夫格勒州的舊區，区府为博布里內茨，並於2020年被撤銷。該區面積1,496平方公里，2013年人口26,534，人口密度每平方公里17.7人。